# Philharmonie (orkest)
De Philharmonie is een amateur-symfonieorkest uit Amsterdam.
Het orkest werd opgericht in 1999 om spelers die de studentenorkesten zijn ontgroeid de gelegenheid te geven te blijven musiceren. Het orkest heeft ongeveer zestig leden en is groeiende. De Philharmonie speelt twee programma's per jaar. Concerten worden gegeven in Amsterdam (Beurs van Berlage, Bachzaal) en daarbuiten, zoals de Geertekerk in Utrecht. Daarnaast begeleidt de Philharmonie regelmatig koren, zoals het Philharmonisch Koor Toonkunst Rotterdam. 
Het orkest stond tot diens overlijden in 2018 onder leiding van dirigent Daan Admiraal. Repetities zijn op vrijdagavonden en weekenddagen in Amsterdam. 
De Philharmonie heeft een kleine traditie opgebouwd het bekende laat-romantische en 20e-eeuwse symfonische repertoire (Mahler, Brahms, Tsjaikovski, Dvořák) af te wisselen met minder bekende orkestwerken uit de muziekgeschiedenis, zoals bv. de symfonie Asrael van de Tsjechische componist Josef Suk, Concert voor harp en orkest van Ginastera en Eine Lebensmesse van Jan van Gilse (met Toonkunst Rotterdam).
Solisten met wie de afgelopen jaren is gespeeld zijn onder andere Pieter Wispelwey, cello (Dvořák); Margriet van Reisen, mezzosopraan (Mahler Kindertotenlieder); Lavinia Meijer, harp (Ginastera), Cecilia Bernardini, viool (Sibelius); Simone Lamsma, viool (Chatsjatoerjan), Paolo Giacometti (Brahms) en het Trio Suleika (Tripelconcert van Beethoven).